# أنديرس بوغ
أنديرس بوغ (بالبوكمول: Anders Bugge) هو بروفيسور ومصور نرويجي، ولد في 1889 في Øvre Sandsvær ‏ في النرويج، وتوفي في 1955 في أوسلو في النرويج.